# Kazakhstan Temir Zholy
Kazakhstan Temir Zholy (KTZ; kazakiska: Қазақстан Темир Жолы (ҚТЖ)), är Kazakstans nationella järnvägsbolag.

## Organisation
KTZ grundades av den kazakhiska regeringen som ett aktiebolag, och har till uppgift att underhålla och driva järnvägstransport i Kazakstan. Bolaget har sitt huvudkontor i Astana.
KTZ är idag landets största arbetsgivare och sysselsätter omkring 79 000 anställda. Bolaget har över 80 000 vagnar, av vilka 50 000 är statsägda och de övriga ägda av privata aktörer. De flesta av loken 
drivs idag på diesel, men elekrifering av järnvägen pågår.

## Nätverk

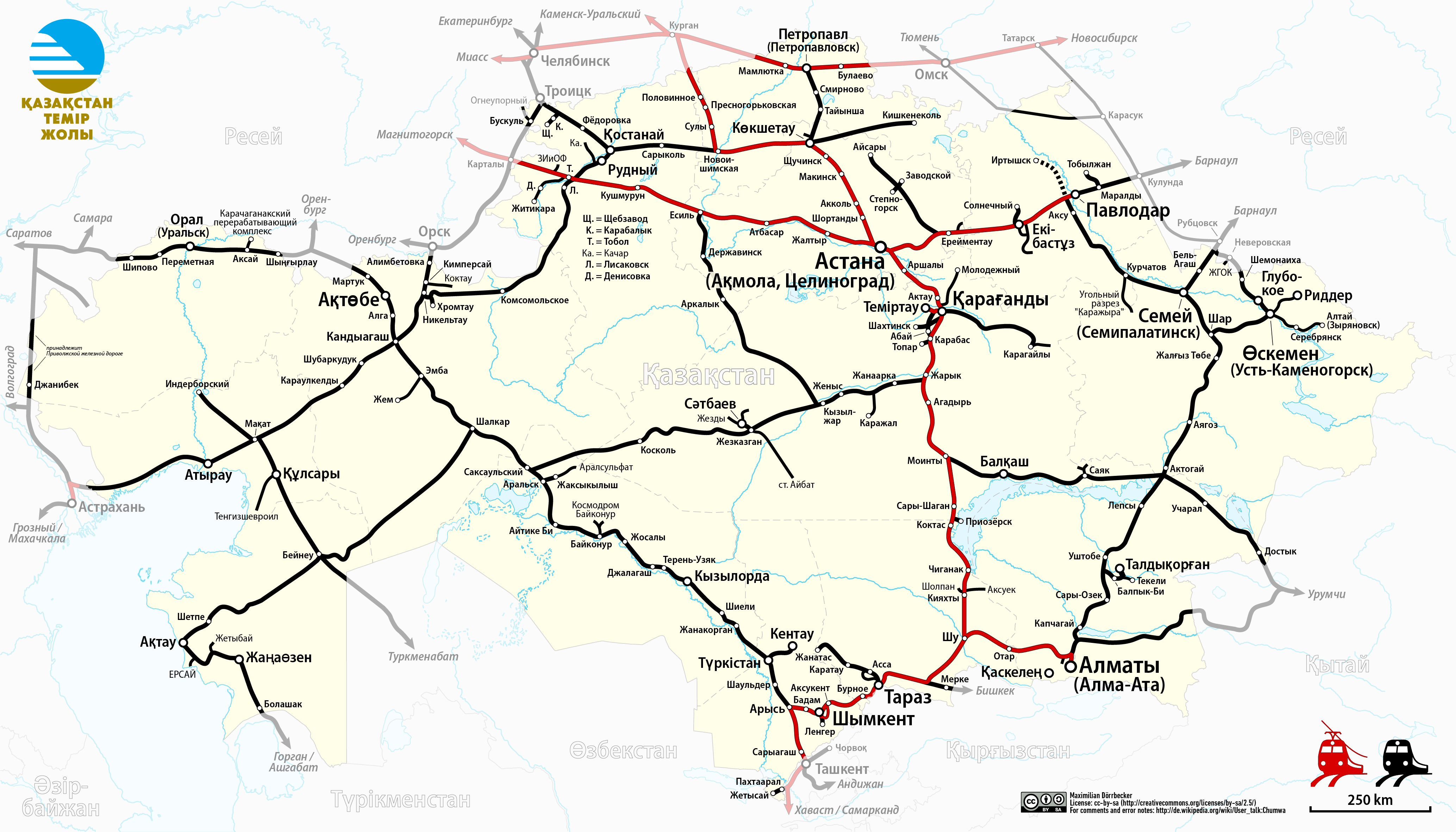
KTZ:s järnvägsnät i Kazakhstan

Dagens järnvägsnät bygger på det som byggdes under sovjettiden och har bredspår (1 520 mm). Nätvet består av omkring 15 000 kilometer spår. Hittills är 3 000 kilometer av spåret elektrificerat.